# 누드마우스

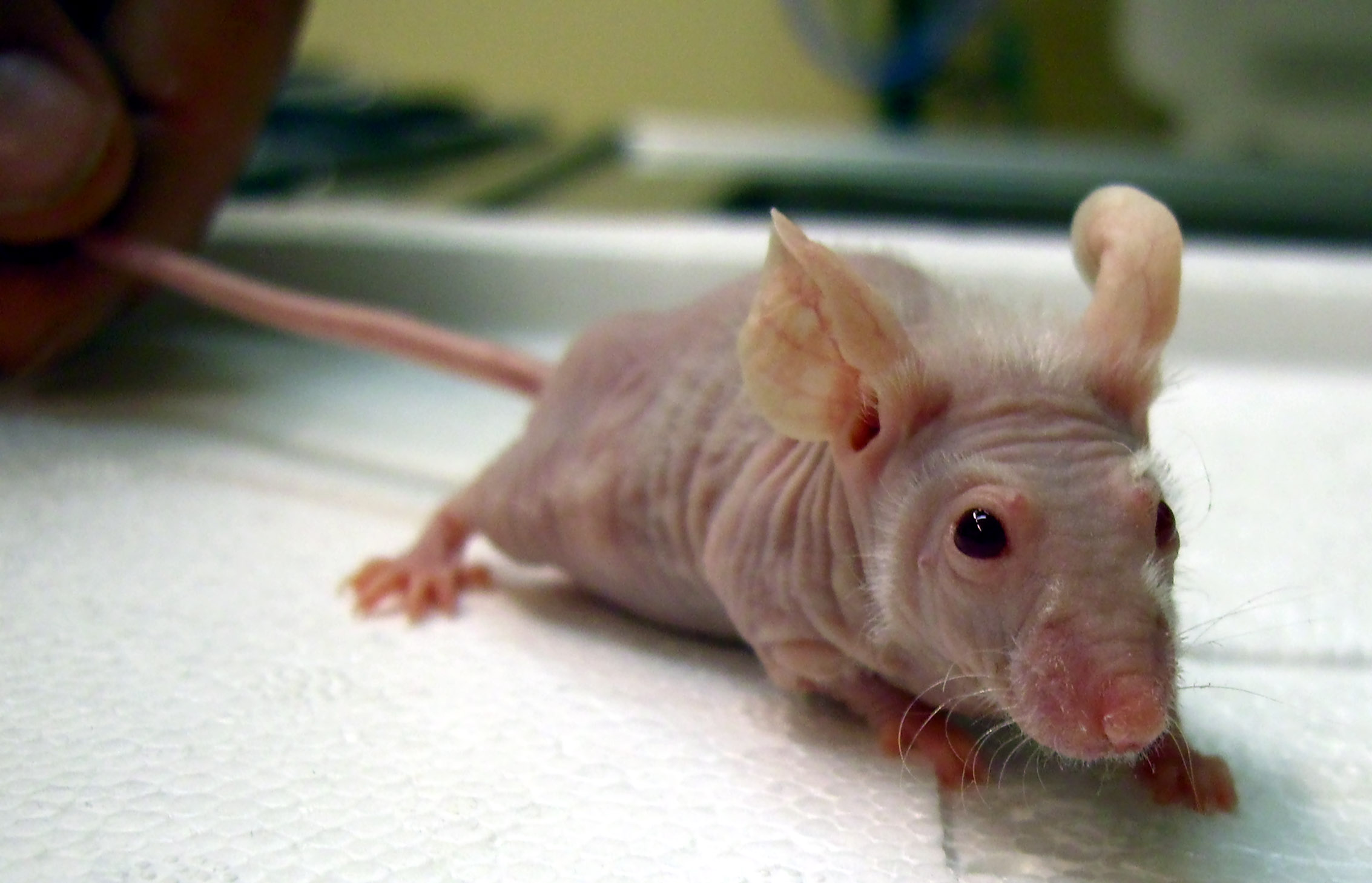
누드 마우스

누드마우스(nude mouse)는 가슴샘의 열화 또는 결손을 일으켜 T세포의 수가 대폭 감소했기 때문에 면역시스템이 억제되는 유전자 돌연변이주의 실험용 쥐이다. 마우스의 표현형(외견상 특징)은 털이 없는 것으로 '알몸'이라는 별명이 붙었다. 누드마우스는 거부반응을 보이지 않기 때문에 여러 종류의 조직과 종양이식편을 받을 수 있어 연구에 도움이 된다. 이들 이종이식편은 종양의 화상화와 치료의 새로운 방법을 테스트하기 위해 일반적으로 연구에 사용된다. 누드마우스 돌연변이의 유전적 기초는 폭스앤1 유전자의 파괴이다.

## 명칭
누드마우스의 명칭은 발견 이후 여러 차례 바뀌었다. 원래는 nu로 기술되어 있었으나 변이 유전자가 HNF-3 forkhead homlog 11 유전자의 변이로 특정되었을 때 Hfh11nu로 갱신되었다. 그 후 2000년에 돌연변이에 관여하는 유전자가 FOX 유전자 패밀리의 일원으로서 특정되어 명칭이 FOXn1nu로 갱신되었다.

## 역사와 의의
1. CD4 + 헬퍼 T 세포가 필요한 항체 형성
2. CD4 + 및 / 또는 CD8 + T 세포를 필요로하는 세포 매개 면역 반응
3. 지연 형 과민 반응 (CD4 + T 세포 필요)
4. 바이러스에 감염된 세포 또는 악성 세포의 사멸 ( CD8 + 세포 독성 T 세포 필요 )
5. 이식 거부 반응 (CD4 + 및 CD8 + T 세포 모두 필요)

이러한 특징 때문에 누드마우스는 한센병뿐만 아니라 면역시스템, 백혈병, 고형종양, 에이즈 등의 면역결핍에 대한 통찰을 얻기 위해 연구실에서 일해 왔다. 또한 T세포가 제 기능을 하지 못함에 따라 나쥐는 동종이식편을 거절할 뿐만 아니라 이종이식편, 즉 타종의 조직이식편을 거절할 수도 없다.
대부분의 전라마우스는 약간 '누드'가 있으며 특히 나이가 들면서 T세포가 여러 개 있다. 이 때문에 면역시스템에 의해 완전한 결함을 갖는 녹아웃 마우스(RAG1이나 RAG2 녹아웃 마우스 등)가 구축되어 있기 때문에 누드 마우스는 오늘날의 연구에서 그다지 인기가 없다.

## 유전학
누드마우스는 FOXN1 유전자에서 자발적인 결실을 가진다. FOXN1에 변이가 있는 사람 또한 무감동성으로 면역력이 부족하다. FOXN1 (녹아웃 마우스) 표적이 되는 삭제를 실시한 마우스도, 「알몸」의 표현형을 나타낸다. 알몸의 암컷은 유선이 충분히 발달되지 않아 젊은 수컷을 효과적으로 간호할 수 없기 때문에 알몸의 수컷은 이종 접합체의 암컷누드마우스는 FOXN1 유전자에서 자발적인 결실을 가진다. FOXN1에 변이가 있는 사람 또한 무감동성으로 면역력이 부족하다. FOXN1 (녹아웃 마우스) 표적이 되는 삭제를 실시한 마우스도, 「알몸」의 표현형을 나타낸다. 알몸의 암컷은 유선이 충분히 발달되지 않아 젊은 수컷을 효과적으로 간호할 수 없기 때문에 알몸의 수컷은 이종 접합체의 암컷과 함께 번식한다.

## 수명
누드마우스의 수명은 보통 6개월에서 1년이다 벌거벗은 쥐를 일상적으로 사용하고 있는 많은 연구소에서 볼 수 있는 관리된 무균환경 및 항생제 치료로 쥐는 일반 쥐와 거의 같은 길이인 18개월~2년정도로 살 수 있다.

## 참고 문헌
- 실험 및 임상 연구의 누드 마우스 (Vol.1). Fogh, J; Giovanella, BC (eds) Academic Press, 1978,ISBN 0-12-261860-2
- 실험 및 임상 연구의 누드 마우스 (Vol.2). Fogh, J; Giovanella, BC (eds) Academic Press, 1982년,ISBN 0-12-261862-9

## 같이 보기
- 마른 돼지